# Tegvan
Tegvan (hangul: 대관군, Tegvan-kun, handzsa: 大館郡, RR: Taegwan-kun, ’nagy építmény’) megye Észak-Koreában, Észak-Phjongan (P'yŏngan) tartományban.
1952-ben hozták létre Szakcsu (Sakchu) megye egyes részeiből.

## Földrajza
Északról Cshangszong (Ch'angsŏng) megye, északnyugatról Szakcsu (Sakchu) megye, délnyugatról Cshonma (Ch'ŏnma) megye, délről Kuszong (Kusŏng) város, délkeletről Thecshon (T'aech'ŏn) megye, keletről pedig Tongcshang (Tongch'ang) megye határolja. Legmagasabb pontja az 1169 méter magas Cshonmaszan (천마산; 天摩山, Ch'ŏnmasan).

## Közigazgatása
1 községből (up (ŭp)) és 22 faluból (ri (ri)) áll:
| - Tegvan-up (대관읍; 大館邑, Taegwan-ŭp) - Kumcshang-ri (금창리; 金倉里, Kŭmch'ang-ri) - Namdzsang-ri (남장리; 南長里, Namjang-ri) - Tapphung-ri (답풍리; 畓風里, Tapp'ung-ri) - Tean-ri (대안리; 大安里, Tae'an-ri) - Togjon-ri (덕연리; 德淵里, Tŏgyŏn-ri) - Rjangszan-ri (량산리; 兩山里, Ryangsan-ri) - Rohung-ri (로흥리; 勞興里, Rohŭng-ri) - Rjoha-ri (료하리; 料下里, Ryoha-ri) - Rjongszan-ri (룡산리; 龍山里, Ryongsan-ri) - Rjongcshang-ri (룡창리; 龍昌里, Ryongch'ang-ri) - Mjongszang-ri (명상리; 明上里, Myŏngsang-ri) | - Szongnam-ri (송남리; 松南里, Songnam-ri) - Szuvon-ri (수원리; 水遠里, Suwŏn-ri) - Singvang-ri (신광리; 新鑛里, Singwang-ri) - Sinszang-ri (신상리; 新上里, Sinsang-ri) - Sinon-ri (신온리; 新溫里, Sinon-ri) - Obong-ri (오봉리; 五峯里, Obong-ri) - Ullim-ri (운림리; 雲林里, Unrim-ri) - Uncshang-ri (운창리; 雲昌里, Unch'ang-ri) - Vonphung-ri (원풍리; 院豊里, Wŏnp'ung-ri) - Cshonggje-ri (청계리; 淸溪里, Ch'ŏnggye-ri) - Phjonghva-ri (평화리; 平和里, P'yŏnghwa-ri) |

## Gazdaság
Tegvan (Taegwan) megye gazdasága földművelésre, bányászatra és fafeldolgozásra épül.

## Oktatás
Tegvan (Taegwan) megye egy mezőgazdasági főiskolának, és számos általános- és középiskolának ad otthont.

## Egészségügy
A megye ismeretlen számú egészségügyi intézménnyel rendelkezik, köztük saját kórházzal és két szanatóriummal.

## Közlekedés
A megye közutakon Csongdzsu (Chŏngju) felől közelíthető meg. A megye vasúti kapcsolattal rendelkezik, a Phjongbuk (P'yŏngbuk) vasútvonal része.